# Ostrowsko (Łódź)
Pour les articles homonymes, voir Ostrowsko.
Ostrowsko (prononciation [ɔsˈtrɔfskɔ]) est un village de la gmina d'Uniejów, du powiat de Poddębice, dans la voïvodie de Łódź, situé dans le centre de la Pologne.
Il se situe à environ 5 kilomètres au nord-ouest d'Uniejów (siège de la gmina), 18 kilomètres au nord-ouest de Poddębice (siège du powiat) et 54 kilomètres au nord-ouest de Łódź (capitale de la voïvodie).
Sa population s'élève approximativement à 400 habitants.

## Administration
De 1975 à 1998, le village était attaché administrativement à l'ancienne voïvodie de Konin.

Depuis 1999, il fait partie de la nouvelle voïvodie de Łódź.